# NHL 96
NHL 96 är ett ishockey-dator/TV-spel från 1995. Spelomslaget pryds av Steve Yzerman i Detroit Red Wings och Scott Stevens i New Jersey Devils.
Man kan välja mellan att spela träningsmatch, seriespel eller slutspel.

### Fotnoter
1. ↑  Crash The Net.  ”NHL '96”. Arkiverad från originalet den 21 april 2014. https://web.archive.org/web/20140421082352/http://crashthenet.ca/community/index.php?%2Fgallery%2Fimage%2F1553-nhl-96%2F. Läst 7 augusti 2013.
2. ↑  GameFAQs.  ”*_NHL '96_* (Super Nintendo)”. Arkiverad från originalet den 7 april 2014. https://web.archive.org/web/20140407082224/http://www.gamefaqs.com/pc/198165-nhl-96/faqs/37725. Läst 7 augusti 2013.